# コンスタンティン・ニカ
コンスタンティン・ニカ（Constantin Nica, 1993年3月18日 - ）は、ルーマニア・イルフォヴ県アフマツィ出身の元同国代表サッカー選手。USピストイエーゼ1921所属。ポジションはディフェンダー（主に右サイドバック）。

## 経歴

### クラブ
ルーマニアの名門FCディナモ・ブカレストの出身。2011-12シーズンにトップチームデビュー。2013年7月、移籍金160万ユーロでセリエAのアタランタBCへ移籍した。2016年8月23日、セリエBのUSラティーナ・カルチョに期限付き移籍することが発表された。翌年9月1日には、古巣ディナモへシーズンローンの形で4年振りに復帰した。

### 代表
年代別のルーマニア代表でプレー。2013年8月にはスロバキアとの親善試合でA代表デビューを果たした。

## タイトル
ディナモ・ブカレスト
- クパ・ロムニエイ : 2011-12
- スーペルクパ・ロムニエイ : 2012